# Erioconopa elegantula
Erioconopa elegantula là một loài ruồi trong họ Limoniidae. Chúng phân bố ở miền Cổ bắc.